# Pomadasys panamensis
Pomadasys panamensis es una especie de peces de la familia Haemulidae en el orden de los Perciformes.

## Morfología
• Los machos pueden llegar alcanzar los 39 cm de longitud total.

## Distribución geográfica
Se encuentra desde el Golfo de California hasta el Perú.